# Winterthur
Winterthur (fransk Winterthour) er med 109.775(2016) indbyggere den sjettestørste by i Schweiz og den næststørste by i Kanton Zürich.
Byen var tidligere en vigtig industriby, men er nu mere kendt som uddannelses- og kulturby. Byen rummer 16 museer og den gamle by rummer det største gågadeområde i landet.
Banegården har den tredjestørste togfrekvens i Schweiz og 15 kilometer sydvest for byen ligger Zürich Lufthavn.